# Senat dels Estats Units
El Senat dels Estats Units (United States Senate en anglès), amb seu al Capitoli, Washington DC, és la cambra alta del Congrés bicameral dels Estats Units; la cambra baixa és la Cambra de Representants.
El Senat és el representant dels estats de la federació estatunidenca; cada estat hi és representat per dos membres. L'assignació del nombre de senadors per estat és la mateixa per a tots els estats, sense importar llur població. En total hi ha 100 senadors. Els senadors són elegits per un període de sis anys tot i que poden ser reelegits. Les eleccions per a senador es realitzen cada dos anys; és a dir, un terç del Senat es renova cada dos anys. Als Estats Units no hi ha la representació proporcional a nivell federal; els senadors són elegits per majoria simple, per mitjà de l'escrutini uninominal majoritari en què la circumscripció és l'estat en qüestió.
El Senat és un cos deliberatiu, en comparació amb la Cambra de Representants. El Senat és molt més petit quant al nombre de membres, i el període de funcions és més llarg, la qual cosa permet un atmosfera col·legial. El Senat té poders exclusius establerts en l'article primer de la Constitució dels Estats Units. En especial, el President dels Estats Units no pot ratificar cap tractat internacional ni realitzar designacions importants —com ara els ambaixadors i els membres de la Cort Suprema— sense el consell i l'aprovació del Senat.
El Senat, des de principis de 2021, està integrat per 50 senadors del Partit Republicà, 48 senadors del Partit Demòcrata i 2 senadors independents que, tanmateix, simpatitzaven amb els demòcrates i són part del caucus demòcrata.